# Vallamand
Vallamand is een plaats en voormalige gemeente in het Zwitserse kanton Vaud.
Vallamand telt 360 inwoners.

## Geschiedenis
Voor 2008 maakte de gemeente deel uit van het toenmalige district Avenches. Op 1 januari 2008 werd de gemeente deel van het nieuwe district Broye-Vully.
Op 1 juli 2011 fuseerde de gemeente met de gemeentes Bellerive, Chabrey, Constantine, Montmagny, Mur en Villars-le-Grand tot de nieuwe gemeente Vully-les-Lacs.
- Gemeinsame Normdatei: 1073140210
- Historisch woordenboek van Zwitserland: 002319